# José Maria Antunes
José Maria Antunes Juniór (* 27. Juli 1913 in Coimbra, Portugal; † 12. März 1991 ebenda) war ein portugiesischer Fußballspieler und -trainer. Als Spieler gewann er 1939 mit Académica de Coimbra den ersten Pokalwettbewerb Portugals. Als Nationaltrainer hat er sich einen Ruf als Erneuerer erworben und war zwischen 1958 und 1969 in drei Amtsperioden tätig. Im Hauptberuf war er Mediziner und noch heute finden seine Verdienste auf dem Gebiet der Lungenheilkunde Anerkennung.

## Leben und Wirken

### Anfänge – Student und Spieler in Coimbra

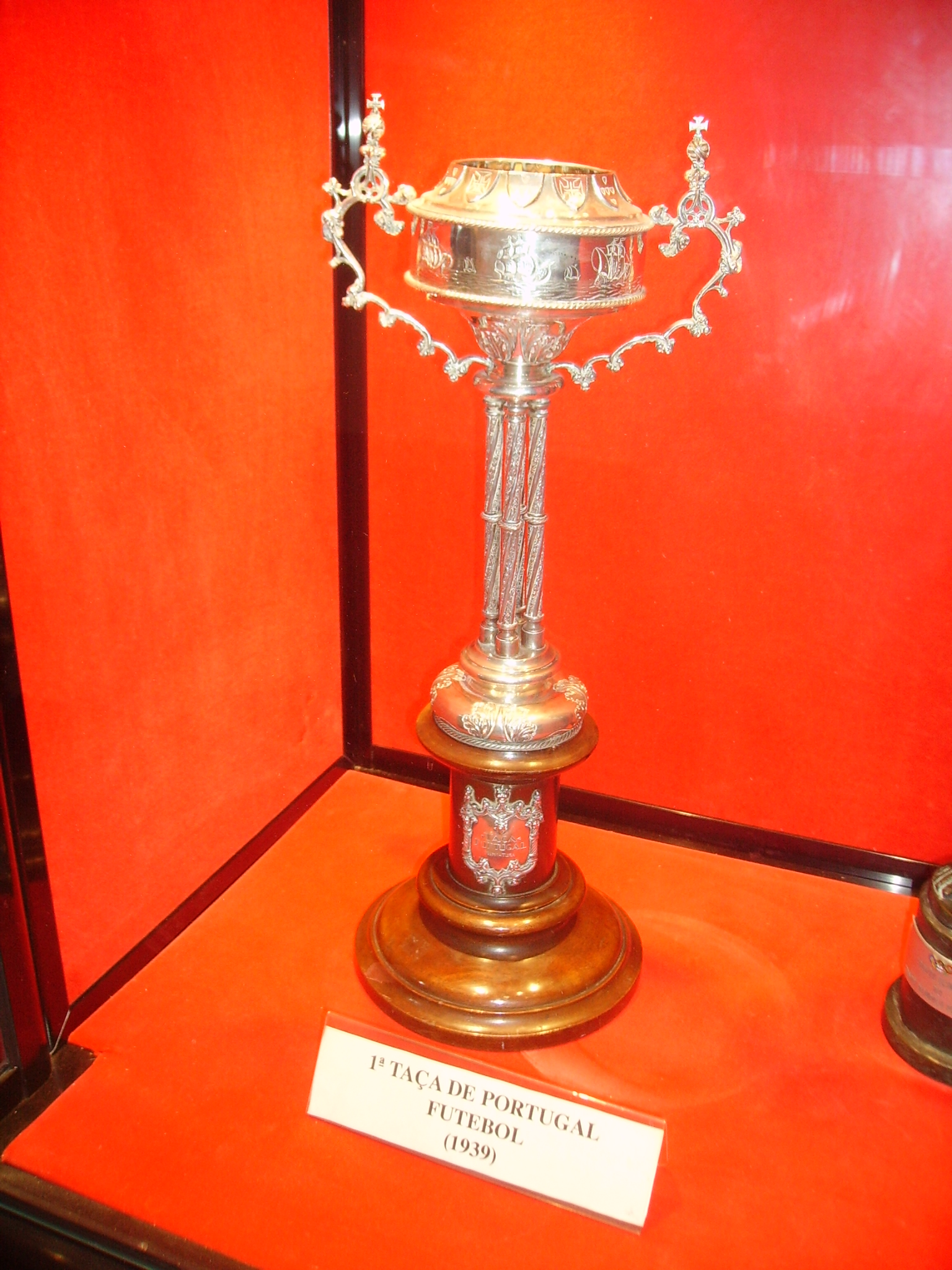
Der Pokal von 1939

José Maria Antunes wurde im nordportugiesischen Coimbra im gutbürgerlichen Viertel Sobral da Ceira als Sohn eines Militärarztes geboren.
Zwei Jahre darauf wurde der Vater vom Militär nach Afrika beordert und nahm den Sohn mit auf die Reise. Nach einem Jahrzehnt kehrten sie nach Portugal zurück und ließen sich in Lissabon nieder, wo Antunes auf dem Colégio Vasco da Gama, dem heutigen Colégio Sagrado Coração de Maria eingeschrieben wurde. Dort beschäftigte sich der Junge auch mit Schwimmen, Fechten, Reiten und Rugby. Zwischen seinem 14. und 19. Lebensjahr betrieb er auch beim ehrwürdigen Ginásio Clube Português Leichtathletik. Danach studierte er zunächst in Porto und bald darauf in Coimbra Medizin. Gerne pflegte er sein Image als Sohn aus gutem Haus, eines menino da boa casa und wandelte im weißen Leinenanzug mit seinem silberbeschlagenen Gehstock durch die Straßen der Stadt, oder ließ sich in seinem roten englischen Sportcabriolet bewundern.
Dazu gehörte auch seine Beteiligung am Aufbau des Rugby beim Universitätssportverein ab 1936, eines Sports, den er zeitlebens mit Interesse verfolgen sollte. Die Mannschaft bestritt ihr erstes Spiel im Jahr darauf. Es dauerte aber bis 1942 als gegen eine Mannschaft aus Lissabon der erste Sieg verbucht werden konnte. 8:0 gewann das Team um Kapitän José Maria Antunes.
Bereits am 10. Februar 1935 debütierte er aber für die seit 1911 existente Fußballmannschaft der Académica de Coimbra in einem Spiel um die noch inoffizielle portugiesische Ligameisterschaft gegen Académica de Porto. Coimbra verlor 2:3 und war am Saisonende Letzter, wie auch im Jahr darauf – aber ein Abstieg war nicht vorgesehen. Ab Anfang 1938 war Antunes, der grundsätzlich mit einem um dem Kopf gewundenen Taschentuch antrat, Kapitän der Mannschaft. Höhepunkt seiner Zeit mit Académica war der Gewinn des portugiesischen Pokals bei dessen Erstausspielung durch einen 4:2-Finalsieg in Lissabon gegen Benfica Lissabon im Mai 1939, was auch der erste Titel der Vereinsgeschichte war. Insgesamt trat der vornehmlich als rechter Verteidiger eingesetzte Antunes bis zu seinem berufsbedingten Abschied im Alter von 29 Jahren am 7. März 1943 in 119 Spielen für den Verein an.
Bereits 1942 heiratete er seine Frau Mercedes, mit der er eine Tochter haben sollte. Im selben Jahr fand er auch Anstellung im Sanatorium von Caramulo, einer vornehmlich mit der weiland noch grassierenden Tuberkulose befassten Institution knapp 50 Kilometer nordöstlich von Coimbra. Dort spezialisierte er sich auf Lungenheilkunde und arbeitete sechs Jahre unter der Kapazität Dr. Manuel Tapia.
Zwischenzeitlich machte er seine erste Trainererfahrung, als in der Saison 1946/47 bei Académica den Ungarn Sándor Peics (auch Alexandre P~, et al.) bis zum Saisonende ablöste. Académica beendete die Saison als Elfter der Vierzehnerliga.
1949 zog er in die Hauptstadt Lissabon, wo er eine private Praxis betrieb. 1956 wurde er zum Direktor einer Lungenheilanstalt, dem Sanatório do Barro bei Torres Vedras, etwa 50 Kilometer nördlich von Lissabon, benannt. Diese Funktion sollte er für die nächsten 35 Jahre beibehalten. Unter ihm sollte das Institut einen guten Ruf erwerben und auch von höchsten Kreisen aus dem In- und Ausland aufgesucht werden. Sein Interesse am Sport behielt er auch hier bei, und Sportler der örtlichen Vereine wurden kostenfrei regelmäßige Untersuchungen gewährt.

### Etappen als Nationaltrainer
Sein nächstes Trainerengagement war bei der portugiesischen Fußballnationalmannschaft. Das war damals noch eine weitgehend nebenberufliche Aufgabe. Dort machte er sich einem Namen für die Professionalisierung und Rationalisierung der Abläufe wie auch der Spielerauswahl. Historisch fiel das mit dem Eintreffen von Trainern wie dem Ungarn Béla Guttmann und dem Brasilianer Oto Glória in Portugal zusammen, die auf Vereinsebene ebenso stark Modernisierungen durchsetzten. Antunes fiel es auch anheim, einen generationellen Umbruch durchzuführen. Spitzenspieler wie Manuel Vasques und José Travassos – beide von den cinco violinos („fünf Geigen“) von Sporting – waren über 30 und jenseits ihres Zenits. Spieler wie Mário Torres, José Augusto und Hilário de Oliveira traten unter Antunes an deren Stelle und halfen auch, Vereine wie Benfica und Sporting Lissabon auf höchstes europäisches Niveau zu heben.
Sein erstes Spiel war das letzte Portugals in der Qualifikation zur Weltmeisterschaft 1958 in Schweden, die bereits außer Reichweite war. Im San Siro-Stadion von Mailand unterlag Portugal Italien am 22. Dezember 1957 mit 0:3, womit Portugal Dritter und Letzter der Gruppe hinter Italien und den qualifizierten Nordiren wurde. Bei den Spielen um die Europameisterschaft war Portugal bereits wesentlich besser aufgestellt und scheiterte erst im Viertelfinale am späteren Finalisten Jugoslawen mit 2:1 und 1:5. Letzteres Spiel am 22. Mai 1960 war sein einstweilen letztes als Nationaltrainer. Zunächst Armando Ferreira und dann für zwei Spiele der ehemalige Stürmerstar von Sporting Fernando Peyroteo, in dessen ersten Spiel Eusébio sein Debüt gab, führten die Nationalmannschaft durch die vergebliche Qualifikation für die Weltmeisterschaft 1962 in Chile, in der England der Hauptrivale war.
Am 7. November 1962 war Antunes wieder auf der Trainerbank von Portugal, verlor aber das erste Spiel zur Qualifikation um die Europameisterschaft 1964 in Sofia mit 1:3 – Portugal revanchierte sich fünf Wochen später mit exakt reversem Ergebnis. Hernâni vom FC Porto traf hier zweimal, Kapitän Mário Coluna vom Europapokalsieger Benfica stellte den Endstand her. Im Januar 1963 fand daher ein Entscheidungsspiel im Olympiastadion von Rom statt, in dem sich der bulgarische Jahrhundertfußballer Georgi Asparukhov durch seinen entscheidenden Treffer zum 1:0 für die Osteuropäer in der 86. Minute gegen die mit sieben Benfica-Spielern angetretenen Portugiesen auszeichnete. Eusébio wäre der achte Benfiquista gewesen, fehlte aber aufgrund einer Verletzung. Im April besiegte Portugal in Lissabon den mit Pelé, aber ohne Garrincha angetretenen Weltmeister Brasilien in einem Freundschaftsspiel mit 1:0.
Mitte 1964 führte er Portugal durch die Spiele der in Brasilien ausgetragenen Taça das Nações, dem Nationenpokal, der zur Feier des 50-jährigen Bestandes des brasilianischen Verbands abgehalten wurde. Portugal unterlag dort Argentinien und Brasilien – erneut nur mit Pelé und ohne Garrincha – hielt aber ein 1:1-Unentschieden gegen England und wurde mit derselben Punkt und Torbilanz – 2:7 – wie die Briten gemeinsam mit diesen Dritter der mit vier Teilnehmer beschickten Veranstaltung.
Beim 1964 zum zweiten Mal in die erste Liga aufgestiegenen Verein SC União Torreense aus Torres Vedras löste er nach dem dritten Spieltag den ungarischen Trainer János Zorgo ab und wurde Teamchef, oder Manager, während der Ungar zu seinem Co-Trainer wurde. Das half der Mannschaft aber auch nicht und sie stieg, ohne einen Auswärtspunkt gewonnen zu haben, postwendend wieder ab.
Die Trainerbank Portugals wurde nach der Rückkehr der Mannschaft aus Brasilien mit dem Team Manager Manuel da Luz Afonso und dem Trainer Oto Glória neu besetzt. Diese führten Portugal zur Weltmeisterschaft 1966 wo die als Magriços in die Geschichte eingegangene Mannschaft den dritten Platz belegte. Vielfach wir aber anerkannt, dass José Maria Antunes einen wesentlichen Beitrag zur Schaffung der Grundlagen für diesen Erfolg leistete.
Ab 1967 führte José Gomes da Silva die Nationalmannschaft durch die Qualifikation zu Europameisterschaft 1968, scheiterte aber dabei auch an Bulgarien. Am 30. Juni 1968 kehrte Antunes auf die Bank der Nationalmannschaft zurück. Sein offizieller Titel lautete nun Team Manager. An diesem Tag unterlag er in Lourenço Marques, dem heutigen Maputo, der Hauptstadt des seinerzeit offiziell als portugiesischer Provinz geführten Mosambik, in einen Freundschaftsspiel anlässlich der Eröffnung des Estádio Salazar, dieser Tage als Estádio da Machava bekannt, gegen Brasilien mit 0:2. Seine Hauptaufgabe, die noch 1966 so ruhmreiche Mannschaft zur Weltmeisterschaft 1970 in Mexiko zu führen, konnte er nicht erfüllen. Portugal wurde in der Qualifikationsgruppe nur Vierter und damit Letzter hinter Rumänien, Griechenland und der Schweiz. Eine 0:1-Niederlage gegen England in einem Freundschaftsspiel im Londoner Wembley-Stadion am 10. Dezember 1969 war das Szenario seines Abschieds vom großen Fußball. Es wurde ihm oft vorgeworfen, dass er unnötig früh den Abschied von den Spielern der Goldenen Generation der Vereine Benfica und Sporting betrieb. Portugal sollte sich erst zur Weltmeisterschaft 1986 wieder qualifizieren.
1993 erhielt das auf Lungenheilkunde spezialisierte Krankenhaus von Torres Vedras seinen Namen. 2001 wurde es zusammen mit dem Distriktkrankenhaus von Torres Vedras zum Centro Hospitalar de Torres Vedras vereinigt, blieb aber mit eigener Identität erhalten. 2012 ist es aufgrund der Finanzkrise Portugals von der Schließung bedroht. In Torres Vedras erinnern auch eine nach ihm benannte Straße und ein Denkmal mit Büste in der Rua Princessa Benedita an ihn. Auch eine Sporthalle – der Pavilhão José Maria Antunes Junior – in der unter anderem die Heimspiele der Rollhockey-Erstligamannschaft und Basketball-Zweitligamannschaft von Fisica Torres Vedras stattfinden, ist in Torres Vedras nach ihm benannt. Als Arzt behielt er seine Praxis, zuletzt in der Praça de Londres im Zentrum von Lissabon, aufrecht. 1979 begründete er den örtlichen Rotary Club von Torres Vedras, den er in den ersten beiden Jahren auch als Präsident diente.
Im Alter ließ er sich wieder in seiner Geburtsstadt Coimbra nieder. Am 12. März 1991 verstarb Zé Barrote, wie er von seinen Freunden genannt wurde, unerwartet auf dem Bahnhof von Coimbra, wo er sich auf dem Heimweg von einer Zusammenkunft von Rugby-Freunden befand.